# Peridroma semifusca
Peridroma semifusca är en fjärilsart som beskrevs av Butler 1882. Peridroma semifusca ingår i släktet Peridroma och familjen nattflyn. Inga underarter finns listade i Catalogue of Life.